# 舍興河
46°51′49″N 8°37′58″E / 46.86353°N 8.63290°E

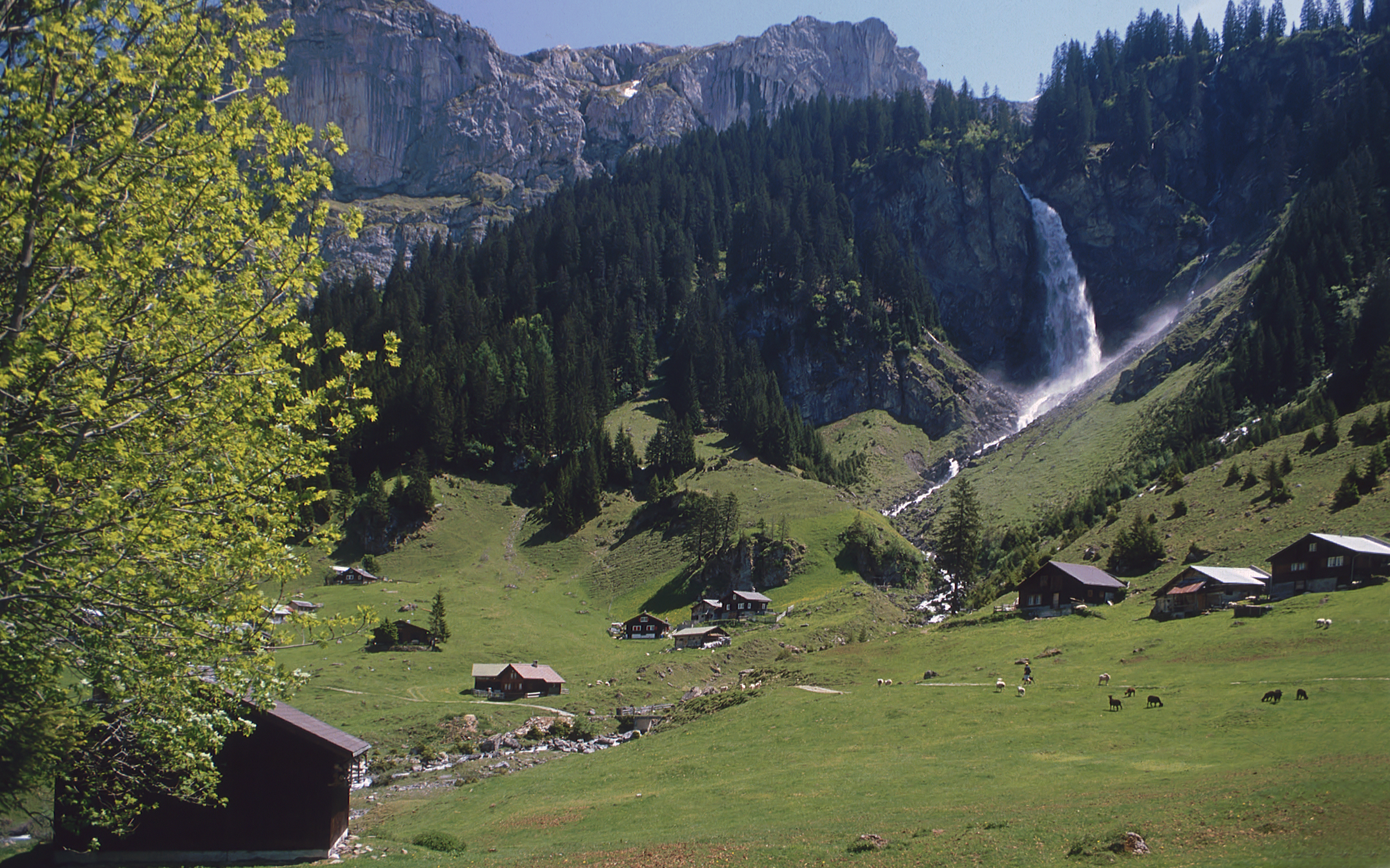

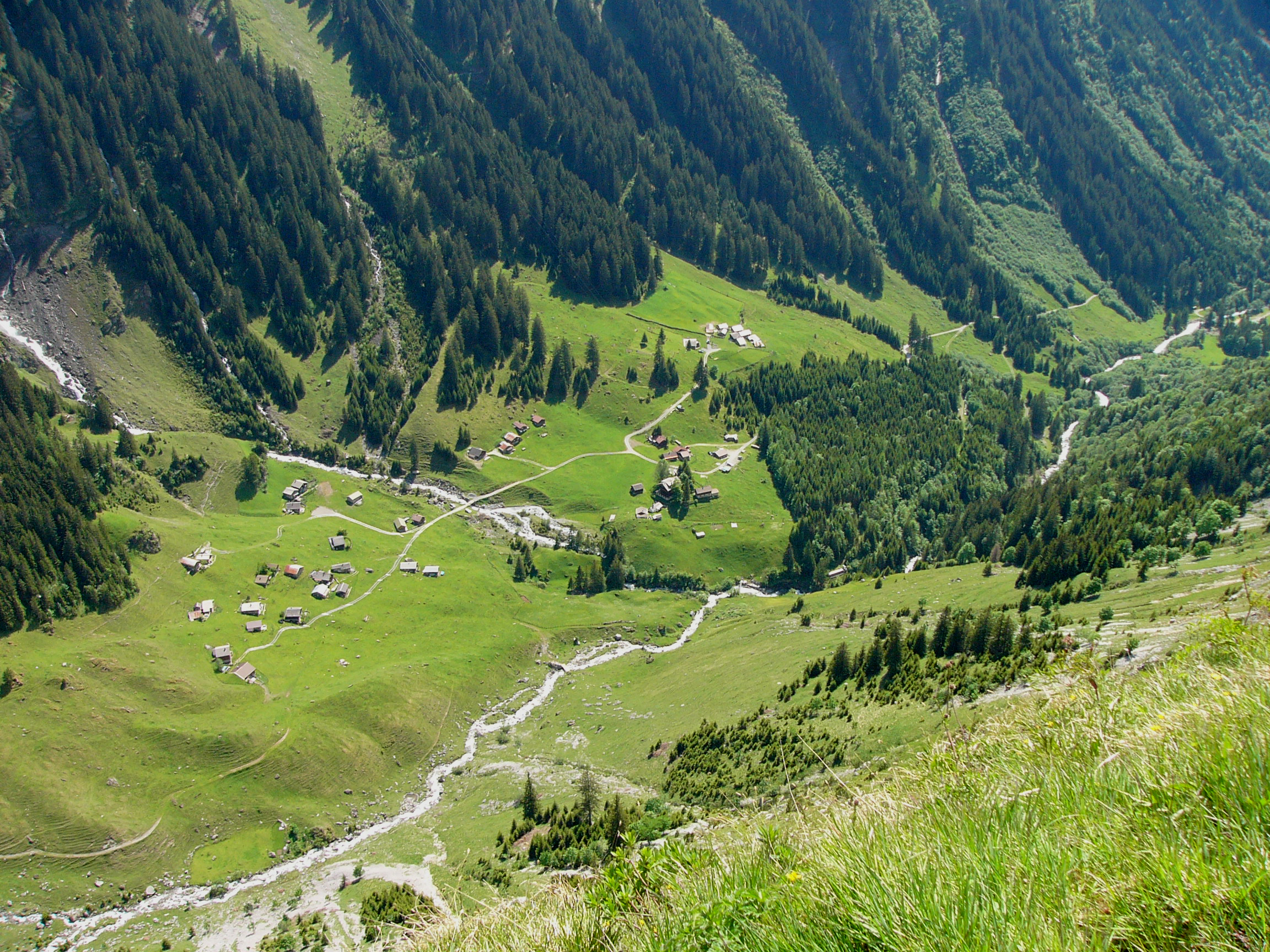

舍興河是瑞士的河流，位於該國中部，流經烏里州，屬於羅伊斯河的右支流，處於格拉魯斯山地區，河道全長18.8公里，流域面積108平方公里。